# Batalla de Eretria
La batalla de Eretria fue una victoria naval espartana acaecida durante la guerra de Decelia, tercera y última fase de la guerra del Peloponeso.

## Preludio
Durante la primavera del 411 a. C., los eretrios expulsaron a los atenienses de Oropo con la ayuda de los beocios. Esta ciudad era un punto estratégico para Atenas porque permitía controlar toda la isla de Eubea; además todo el tráfico comercial pasaba por la ciudad. Los eretrios esperaban la ayuda de Esparta para poner fin al dominio ateniense sobre Eubea.

## Batalla
A finales del verano del 411 a. C., una grande flota espartana se dirigió hacia Eubea. Los atenienses intentaron impedir a los eubeos cambiar de bando,  enviando a Eretria una flotilla comandada por el Timócares. No obstante, los eretrios ayudaron a los espartanos.
Mientras los atenienses estaban en el puerto de Eretria para obtener suministros, los eretrios fueron informados que el almirante espartano Agesándridas había hecho una señal con fuego para indicar que era el momento de atacar.
Los atenienses se embarcaron rápidamente pero fueron derrotados en la batalla naval que siguió.
Vencidos, intentaron encontrar refugio a Eretria, pero los habitantes de la ciudad los mataron. Sobrevivieron solo los que decidieron ir al fuerte ateniense de la ciudad (que probablemente estaba en la península de Pezonisi) y todas las naves que consiguieron llegar a Calcis.

## Consecuencias
Después la batalla, toda Eubea se pasó a la causa espartana, a excepción de la cleruquía de Óreo, que los atenienses lograron defender con su ejército.
Cuando la noticia de la defección de Eubea llegó a Atenas, se apoderó del pueblo un pánico mucho mayor que el desastre de la expedición a Sicilia, dado que la Eubea era una vital reserva de grano, y temían que el enemigo condujera su flota hasta el Pireo, que se encontraba sin trirremes.
Los atenienses, alarmados, convocaron enseguida una asamblea (ekklesía) en la Pnyx, en la que destituyeron la Boulé de Los Cuatrocientos, en el cargo cuatro meses y decretaron confiar el poder a «los Cinco Mil», correspondientes al número de hoplitas presente en ciudad. Tucídides comenta que esta fue la primera vez que Atenas fue bien gobernada, debido al equilibrio mesurado entre los oligarcas y el pueblo.